# ۳۶۰ (میلادی)
۳۶۰ (میلادی) سیصد و شصتمین سال تقویم میلادی است.

## درگذشتگان
‎